# 佩尔叙·阿尔姆斯泰特
佩尔叙·阿尔姆斯泰特（瑞典語：Percy Almstedt，1888年11月30日—1937年10月29日），瑞典前男子帆船运动员。他曾代表瑞典参加1920年夏季奥林匹克运动会帆船比赛，获得40平方米级银牌。